# 鲁道夫·马蒂
鲁道夫·马蒂（德語：Rudolf Marti，1950年4月7日—），瑞士男子雪车运动员。他曾代表瑞士参加1976年和1980年冬季奥林匹克运动会雪车比赛，获得二枚银牌，均来自男子四人项目。